# Laiotă Basarab
Laiotă Basarab (n.  ? – d. 1544) a fost domn al Țării Românești între 27 aprilie 1544 și 2 iunie 1544.